# Andrena mackieae
Andrena mackieae là một loài Hymenoptera trong họ Andrenidae. Loài này được Cockerell mô tả khoa học năm 1937.